# 3, 2, 1
3, 2, 1 è un singolo del rapper statunitense 24kGoldn, pubblicato il 17 febbraio 2021 come terzo estratto dal primo album in studio El Dorado.

## Video musicale
Il video musicale, diretto da Austin Peters, è stato reso disponibile sul canale YouTube del rapper il 19 febbraio 2021.

## Tracce
Testi e musiche di Golden Landis Von Jones, Blake Slatkin, Donald Andrews, Kim Candilora II, Nicholas Mira, Omer Fedi, Rio Francesco Leyva e Tatiana Tenise Matthews.
1. 3, 2, 1 – 2:12

## Formazione
Musicisti
- 24kGoldn – voce
- Omer Fedi – basso, chitarra
- Nick Mira – batteria
- Blake Slatkin – chitarra

Produzione
- Blake Slatkin – produzione
- Internet Money – produzione
- Omer Fedi – produzione
- Connor Hedge – ingegneria del suono
- Fili Filizzola – ingegneria del suono
- Hector Vega – ingegneria del suono
- Chris Galland – assistenza all'ingegneria del suono
- Jeremie Inhaber – assistenza all'ingegneria del suono
- Dale Becker – mastering
- Manny Marroquin – missaggio
- Robin Florent – missaggio

## Classifiche
| Classifica (2021) | Posizione massima |
| ----------------- | ----------------- |
| Canada            | 80                |
| Romania           | 91                |